# Imielin-Jazd
Imielin-Jazd – część Imielina położona na północnym wschodzie miasta.
W dzielnicy występuje wyłącznie zabudowa domów jednorodzinnych. Przez Imielin-Jazd przebiega autostrada A4. Przez dzielnicę przebiega szlak turystyczny (szlak rowerowy niebieski): Szlak Hołdunowski.